# ناتالی اندرسون
ناتالی اندرسون (به انگلیسی: Natalie Anderson) (زاده ۲۴ اکتبر ۱۹۸۱) بازیگر انگلیسی است.
از کارهای معروف او می‌توان به بازی در فیلم‌های حافظه اشاره کرد.